# Lago della Piastra
Il lago della Piastra è un bacino artificiale nel territorio del comune di Entracque, Valle Gesso (CN). 
È stato creato negli anni sessanta costruendo lo sbarramento omonimo sul ramo di S. Giacomo del torrente Gesso, in località Ponte della Piastra.

## Storia
I lavori per la costruzione della diga, iniziarono nel 1961 e terminarono nel 1965. Il nome dello sbarramento, è dovuto a un ponte preesistente, chiamato appunto "Ponte della Piastra"
I lavori vennero effettuati dalla Torno SpA per la P.C.E. ( Piemonte Centrale di Elettricità, poi acquisita dall'ENEL nel 1963 , in seguito al decreto di nazionalizzazione).
Per la distribuzione del calcestruzzo, vennero installati i due Blondin utilizzati per la costruzione della diga del Vajont, appena terminata. In origine i suddetti Blondin erano destinati al cantiere della diga di Neves. Ma vista la mole di calcestruzzo prevista per la diga della Piastra, quest'ultima ebbe la priorità.
Opere di deviazione:
Per i lavori fu necessario deviare le acque del torrente Gesso della Barra e fu quindi eseguito lo scavo di una galleria (in sponda destra orografica), adibita poi a scarico di fondo.
Con il materiale proveniente dallo scavo della galleria stessa, fu costruita un avandiga, rivestita a monte con dei lastroni di calcestruzzo, alta 10 m con sviluppo di 124 m al ciglio.
Scavi di fondazione:
Per gli scavi di fondazione, è stato necessario un largo impiego di mezzi meccanici, sono stati rimossi e asportati 40 000 m³ di roccia e 135 000 m³ di materiale sciolto.
Calcestruzzo: Gli inerti per la produzione del calcestruzzo,  sono stati ricavati da materiale morenico-detritico alluvionale, estratti da un vasto deposito, nel vallone del monte Ray, a circa 800 m a valle dalla diga. 
Il cemento pozzolanico, utilizzato per i getti, era di tipo 600 con due diversi dosaggi: 200 kg/m³ per il calcestruzzo di massa e 300 kg/m³ per le zone dei paramenti.

## Dati sullo sbarramento
- Tipo: a gravità massiccia, in calcestruzzo di cemento pozzolanico, con andamento planimetrico a spezzata poligonale di tre segmenti
- Inizio lavori: 1961
- Fine lavori: 1965
- Volume di calcestruzzo utilizzato: 375 000 m³
- Sviluppo al coronamento: 418,30 m
- Spessore al coronamento: 5 m
- Spessore massimo alla base: 56 m
- Capacità invaso utile e complessiva: 12 milioni di m³

## Caratteristiche
La diga è a gravità massiccia con un'altezza di 88 metri. Il bacino ha un volume di circa 12 milioni di m3 e ha funzione di serbatoio per la raccolta delle acque utilizzate nella produzione di energia elettrica provenienti dagli invasi superiori lago del Chiotas e lago della Rovina. 
Dapprima, la notte, l'energia prodotta e non richiesta veniva sfruttata per pompare parte dell'acqua dal serbatoio della Piastra al Chiotas, così da poterla riutilizzare quando c'è più necessità. Oggi, grazie all'energia prodotta in esubero dal fotovoltaico e a una bassa richiesta di energia delle utenze nei fine settimana, il pompaggio viene eseguito anche durante il giorno, soprattutto nei weekend. L'impianto Chiotas-Piastra e Rovina-Piastra è definito di tipologia a "pompaggio puro".
Un secondo impianto di produzione-pompaggio, detto di Rovina-Piastra e con funzionamento analogo al Chiotas-Piastra, utilizza il dislivello tra il lago della Piastra e il lago della Rovina.
La diga della Piastra alimenta la centrale di Andonno, nel comune di Valdieri. In seguito sono rilasciate nel Torrente Gesso.
Poco lontano dalla diga sorge interamente all'interno della montagna la centrale "Luigi Einaudi" di Entracque.

## Controversie
Nella primavera del 1966 si verificarono dei rumori di origine sconosciuta, che furono collegati – pur in assenza di prove – alla costruzione della diga. Dopo diverse interruzioni dei lavori dovuti a fenomeni di psicosi collettiva, i lavori proseguirono e la costruzione della diga fu portata a compimento.

## Galleria d'immagini

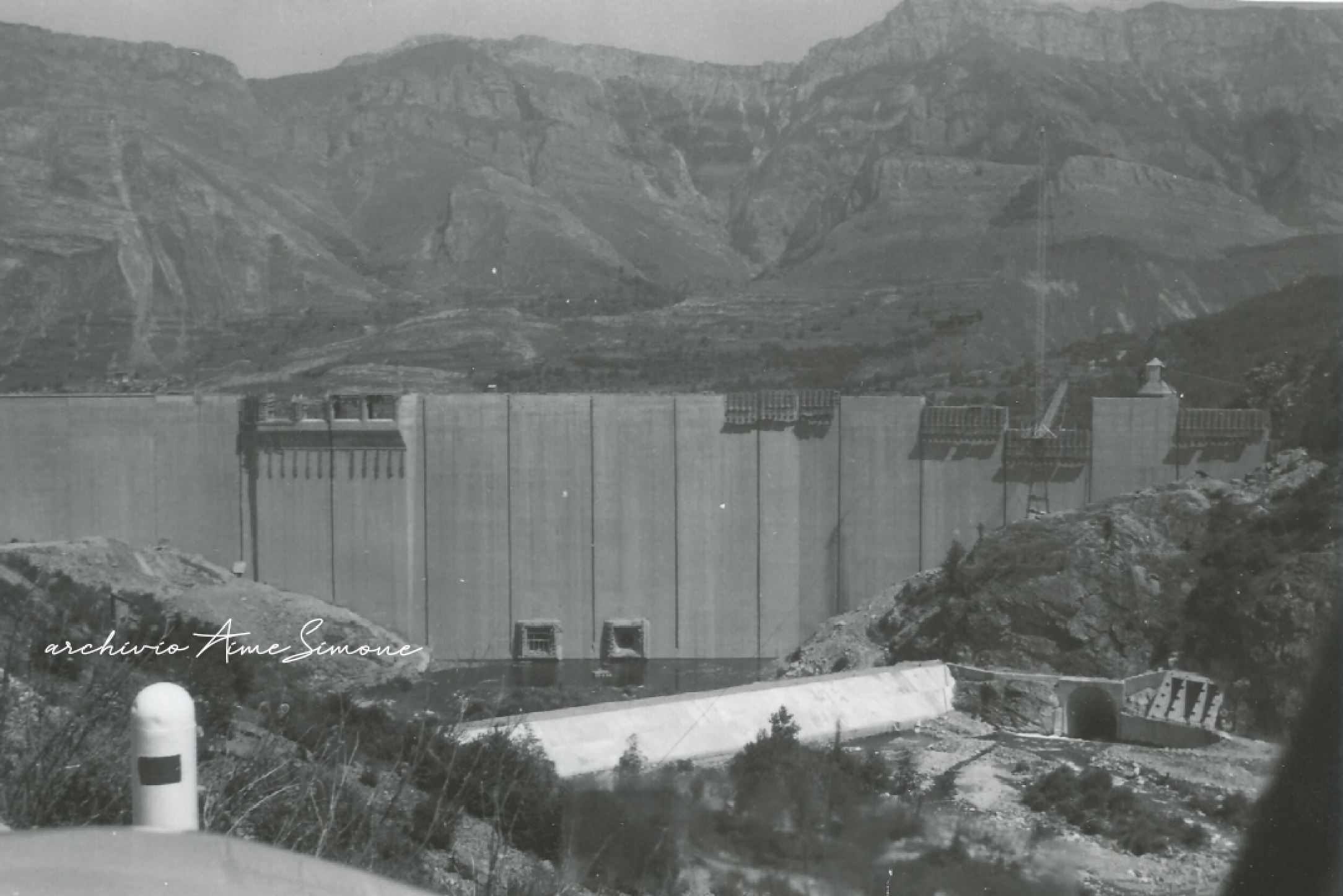
1965-Ultimi getti della diga
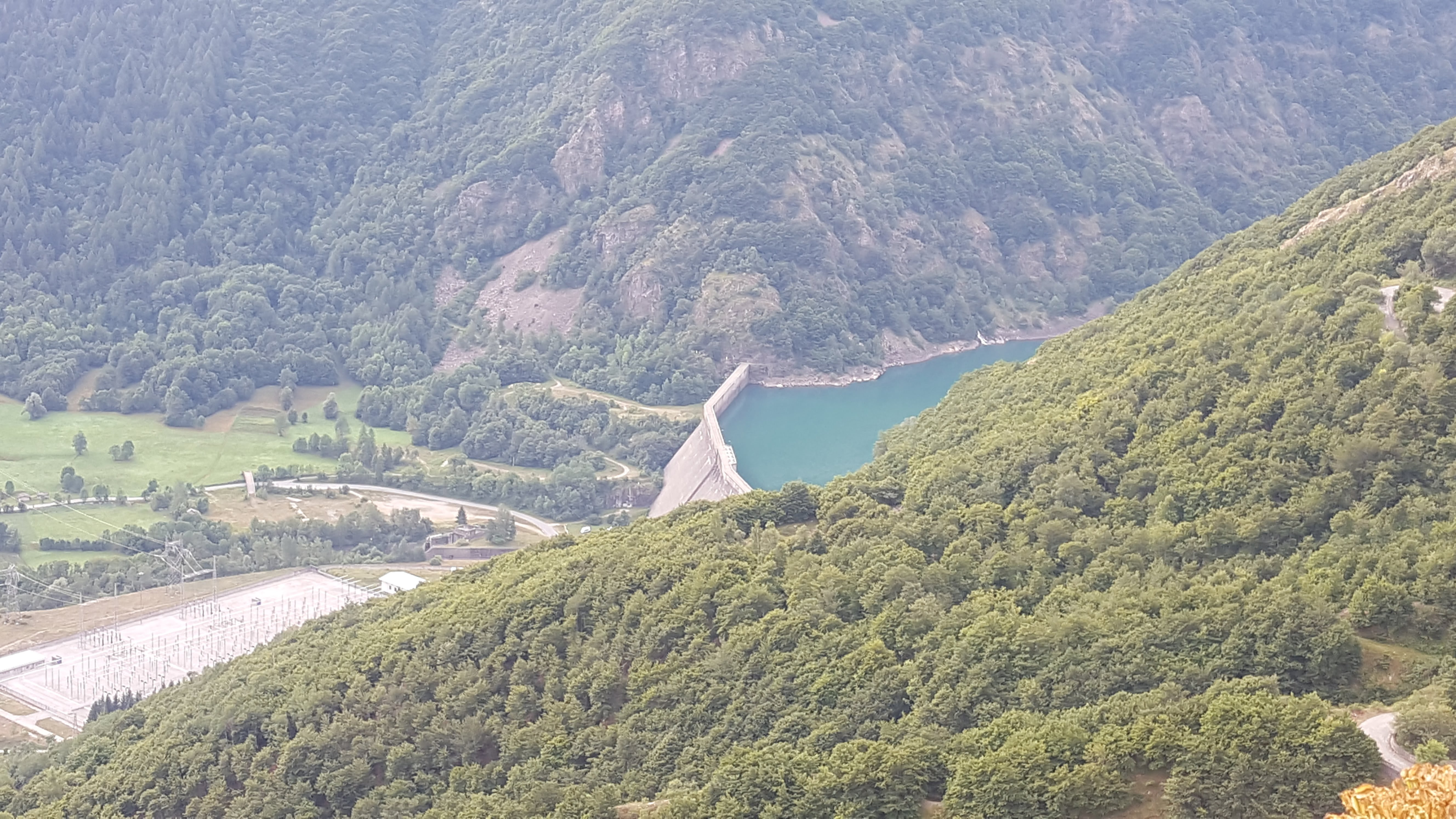
Diga della Piastra vista da strada verso monte Ray
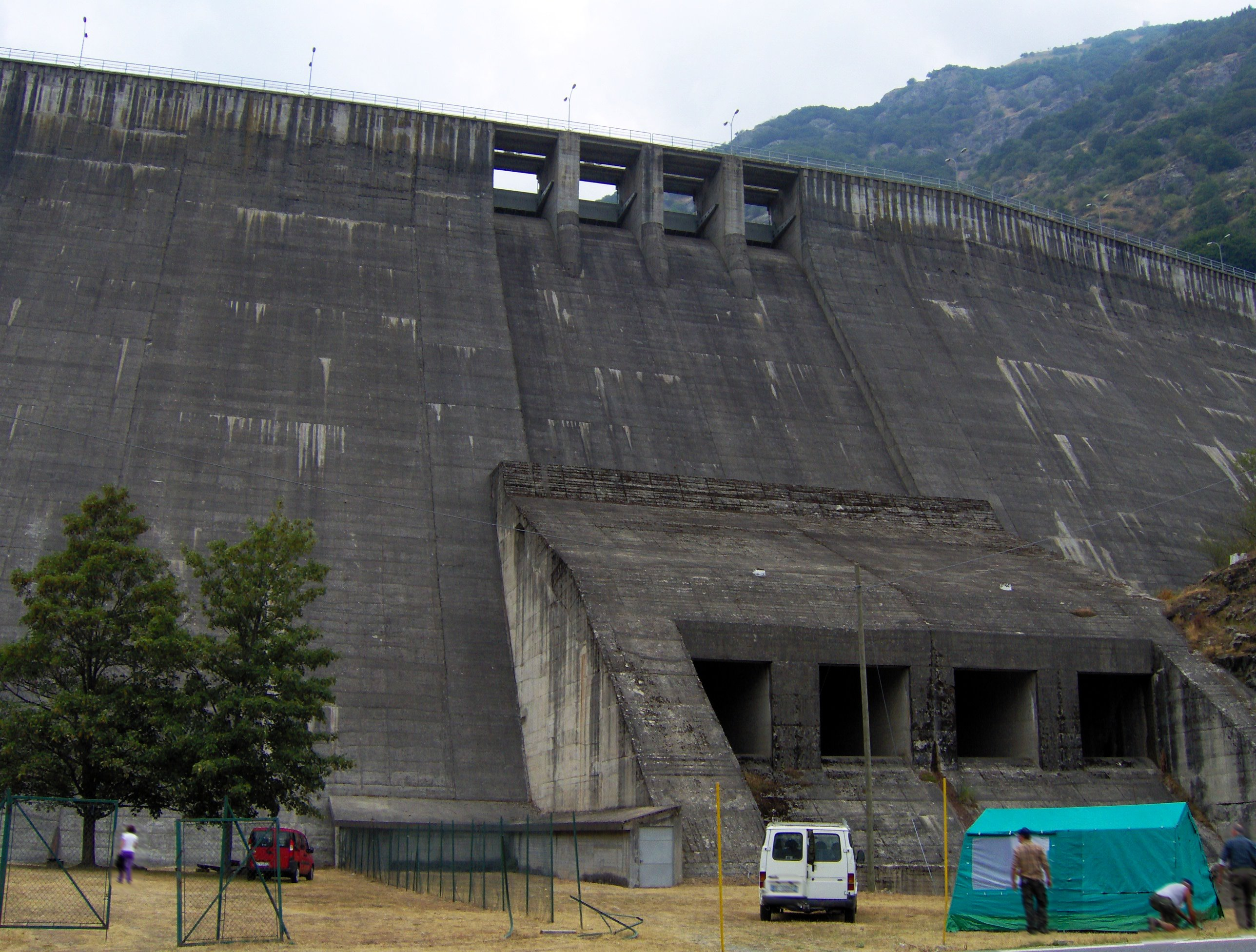
La diga della Piastra